# TOML
TOML یک قالب پرونده پیکربندی که به هدف سادگی در خوانایی به کمک داشتن معانی مشخص با هدف «کمینه» و مینیمال بودن ارائه شده است. این قالب طراحی شده است که نگاشتی غیر قابل گمراه شدن به آرایه انجمنی باشد.
نام این قالب مختصر "Tom's Obvious, Minimal Language" زبان مینیمال، اشاره به نام تامس پرستن-ورنر است.
این قالب در تعدادی از پروژه‌های نرم‌افزاری استفاده شده است و تعداد زیادی از زبان‌های برنامه‌نویسی پیاده‌سازی شده است.
این قالب به مانند فایل INI است ولی با داشتن استانداردی رسمی‌تر.

## نمونه‌ای از این قالب
```
# This is a TOML document.

title
 
=
 
"TOML Example"

[owner]

name
 
=
 
"Tom Preston-Werner"

dob
 
=
 
1979-05-27T07:32:00-08:00
 
# First class dates

[database]

server
 
=
 
"192.168.1.1"

ports
 
=
 
[ 8001, 8001, 8002 ]

connection_max
 
=
 
5000

enabled
 
=
 
true

[servers]

  
# Indentation (tabs and/or spaces) is allowed but not required

  
[servers.alpha]

  
ip
 
=
 
"10.0.0.1"

  
dc
 
=
 
"eqdc10"

  
[servers.beta]

  
ip
 
=
 
"10.0.0.2"

  
dc
 
=
 
"eqdc10"

[clients]

data
 
=
 
[ ["gamma", "delta"], [1, 2] ]

# Line breaks are OK when inside arrays

hosts
 
=
 
[

  
"alpha",

  
"omega"

]

```